# Lista över Syriens statsöverhuvuden
Syriens president är landets stats- och regeringschef. Nuvarande president är sedan 29 januari 2025 Ahmed al-Sharaa, ledare för Hayat Tahrir al-Sham innan dess upplösning samma dag.

## Lista över statschefer

### Arabiska Konungariket Syrien(1920)
| Kungar   |  |           |              |              |
| Faisal I |  | 1885–1933 | 11 mars 1920 | 25 juli 1920 |

### Franska mandatet Syrien(1920-1946)
| Nr                                   | Namn                                  | Porträtt | Född-Död  | Tillträdde        | Avgick            | Politiskt parti          |
| ------------------------------------ | ------------------------------------- | -------- | --------- | ----------------- | ----------------- | ------------------------ |
| Presidenter                          |                                       |          |           |                   |                   |                          |
| 1                                    | Subhi Bay Barakat al-Khalidi          |          | 1883–1939 | 28 juni 1922      | 31 december 1924  | Oberoende                |
| Statschefer                          |                                       |          |           |                   |                   |                          |
| 1                                    | Subhi Bay Barakat al-Khalidi          |          | 1883–1939 | 1 januari 1925    | 21 december 1925  | Oberoende                |
| –                                    | François Pierre-Alype (tillförordnad) |          | 1853–1932 | 9 februari 1926   | 28 april 1926     | Oberoende                |
| 2                                    | Damad-i Shariyari Ahmad Nami Bay      |          | 1840–1928 | 28 april 1926     | 15 februari 1928  | Oberoende                |
| 3                                    | Taj al-Din al-Hasani (tillförordnad)  |          | 1885–1943 | 15 februari 1928  | 19 november 1931  | Oberoende                |
| –                                    | Léon Solomiac (tillförordnad)         |          | 1873–1960 | 19 november 1931  | 11 juni 1932      | Oberoende                |
| Presidenter                          |                                       |          |           |                   |                   |                          |
| 4                                    | Muhammad Ali al-Abid                  |          | 1867–1939 | 11 juni 1932      | 21 december 1936  | Oberoende                |
| 5                                    | Hashim al-Atassi (1:a gången)         |          | 1875–1960 | 21 december 1936  | 7 juli 1939       | Nationella Blocket       |
| Ordförande i rådet av kommissionärer |                                       |          |           |                   |                   |                          |
| 6                                    | Bahij al-Khatib                       |          | 1895–1981 | 10 juli 1939      | 4 april 1941      | Oberoende                |
| Presidenter                          |                                       |          |           |                   |                   |                          |
| –                                    | Khalid al-Azm (tillförordnad)         |          | 1903–1965 | 4 april 1941      | 16 september 1941 | Oberoende                |
| 7                                    | Taj al-Din al-Hasani                  |          | 1885–1943 | 16 september 1941 | 17 januari 1943   | Oberoende                |
| –                                    | Jamil al-Ulshi (tillförordnad)        |          | 1883–1951 | 17 januari 1943   | 25 mars 1943      | Oberoende                |
| Statschefer                          |                                       |          |           |                   |                   |                          |
| 8                                    | Ata al-Ayyubi                         |          | 1877–1951 | 25 mars 1943      | 17 augusti 1943   | Oberoende                |
| Presidenter                          |                                       |          |           |                   |                   |                          |
| 9                                    | Shukri al-Quwatli (1:a gången)        |          | 1891–1967 | 17 augusti 1943   | 17 april 1946     | Syriens nationella parti |

### Republiken Syrien(1946-1958)
| Nr                                 | Namn                           | Porträtt | Född-Död  | Tillträdde       | Avgick           | Politiskt parti                               |
| ---------------------------------- | ------------------------------ | -------- | --------- | ---------------- | ---------------- | --------------------------------------------- |
| Presidenter                        |                                |          |           |                  |                  |                                               |
| 9                                  | Shukri al-Quwatli (1:a gången) |          | 1891–1967 | 17 april 1946    | 30 mars 1949     | Syriska nationella partiet                    |
| 10                                 | Husni al-Za'im                 |          | 1897–1949 | 30 mars 1949     | 14 augusti 1949  | Militär/Syriska socialnationalistiska partiet |
| Ordförande i Högsta militära rådet |                                |          |           |                  |                  |                                               |
| 11                                 | Sami al-Hinnawi                |          | 1898–1950 | 14 augusti 1949  | 15 augusti 1949  | Militär                                       |
| Statschefer                        |                                |          |           |                  |                  |                                               |
| 12                                 | Hashim al-Atassi (2:a gången)  |          | 1875–1960 | 15 augusti 1949  | 2 december 1951  | Nationella blocket                            |
| Ordförande i Högsta militära rådet |                                |          |           |                  |                  |                                               |
| 13                                 | Adib Shishakli (1:a gången)    |          | 1909–1964 | 2 december 1951  | 3 december 1951  | Militär/Syriska socialnationalistiska partiet |
| Statschefer                        |                                |          |           |                  |                  |                                               |
| 14                                 | Fawzi Selu                     |          | 1905–1972 | 3 december 1951  | 11 juli 1953     | Militär                                       |
| Presidenter                        |                                |          |           |                  |                  |                                               |
| 15                                 | Adib Shishakli (2:a gången)    |          | 1909–1964 | 11 juli 1953     | 25 februari 1954 | Militär/Syriska socialnationalistiska partiet |
| 16                                 | Maamun al-Kuzbari (1:a gången) |          | 1914–1998 | 26 februari 1954 | 28 februari 1954 | Oberoende                                     |
| 17                                 | Hashim al-Atassi (3:e gången)  |          | 1875–1960 | 28 februari 1954 | 6 september 1955 | Nationella blocket                            |
| 18                                 | Shukri al-Quwatli (2:a gången) |          | 1891–1967 | 6 september 1955 | 22 februari 1958 | Syriska nationella partiet                    |

### Förenade arabrepubliken(1958-1961)
|            | Porträtt | Namn (Född-Död)                                | Vald | Ämbetsperiod     | Ämbetsperiod      | Ämbetsperiod       | Politiskt parti    | Politiskt parti |
| Tillträdde | Porträtt | Namn (Född-Död)                                | Vald | Avgick           | Ämbetstid         |                    | Politiskt parti    | Politiskt parti |
| ---------- | -------- | ---------------------------------------------- | ---- | ---------------- | ----------------- | ------------------ | ------------------ | --------------- |
| 1          |          | Gamal Abdel Nasser جمال عبد الناصر (1918–1970) | 1958 | 22 februari 1958 | 29 september 1961 | 3 år och 219 dagar | Nationalla unionen |                 |

### Syrien (1961–nutid)
|                                     | Porträtt                      | Namn (Född-Död)                                        | Vald                          | Ämbetsperiod                  | Ämbetsperiod                  | Ämbetsperiod                  | Politiskt parti               | Politiskt parti               | Notering(ar) |
| Tillträdde                          | Porträtt                      | Namn (Född-Död)                                        | Vald                          | Avgick                        | Ämbetstid                     |                               | Politiskt parti               | Politiskt parti               | Notering(ar) |
| Republiken Syrien (1961–1963)       | Republiken Syrien (1961–1963) | Republiken Syrien (1961–1963)                          | Republiken Syrien (1961–1963) | Republiken Syrien (1961–1963) | Republiken Syrien (1961–1963) | Republiken Syrien (1961–1963) | Republiken Syrien (1961–1963) | Republiken Syrien (1961–1963) | Republiken Syrien (1961–1963) |
| ----------------------------------- | ----------------------------- | ------------------------------------------------------ | ----------------------------- | ----------------------------- | ----------------------------- | ----------------------------- | ----------------------------- | ----------------------------- | --- |
| —                                   |                               | Maamun al-Kuzbari مأمون الكزبري (1914–1998)            | —                             | 29 September 1961             | 20 November 1961              | 0 år och 52 dagar             | Obunden                       | Obunden                       | Kuzbari tillträdde ämbetet efter statskuppen 1961, som upplöste den Förenade arabrepubliken. |
| —                                   |                               | Izzat al-Nuss عزت النص (1912–1976)                     | —                             | 20 November 1961              | 14 December 1961              | 0 år och 24 dagar             | Militär                       |                               | |
| 1                                   |                               | Nazim al-Qudsi ناظم القدسي (1906–1998)                 | —                             | 14 december 1961              | 8 darch 1963                  | 1 år och 84 dagar             | Folkpartiet                   |                               | Statskuppen 1963, en händelse känd som den 8 mars-revolutionen, störtade Qudsi och förde Nationalrådet för den Revolutionära Ledningen (NCRC) till makten. Den verkliga makten låg dock hos Baathpartiet som organiserat kuppen. |
| Arabrepubliken Syrien (1963–2024)   |                               |                                                        |                               |                               |                               |                               |                               |                               | |
| 2                                   |                               | Lu'ay al-Atassi لؤي الأتاسي (1926–2003)                | —                             | 9 March 1963                  | 27 July 1963                  | 0 år och 140 dagar            | Obunden                       | Obunden                       | Atassi utsågs till president av NCRC eftersom han inte ansågs utgöra något hot mot Baathpartiets makt. Han avgick efter att högt rankade icke-Baathpartistiska officerare hade rensats ut.                                       |
| 3                                   |                               | Amin al-Hafiz أمين الحافظ (1921–2009)                  | —                             | 27 juli 1963                  | 23 februari 1966              | 2 år och 211 dagar            | Baathpartiet                  |                               | Hafiz störtades av NCRC på grund av sitt stöd för bland annat Michel Aflaq. |
| 4                                   |                               | Nureddin al-Atassi نور الدين الأتاسي (1929–1992)       | —                             | 25 februari 1966              | 18 november 1970              | 4 år och 266 dagar            | Baathpartiet                  |                               | Atassi störtades när en splittring uppstod mellan Salah Jadid, den verklige härskaren i Syrien från 1966 till 1970, och Hafez al-Assad, dåvarande försvarsminister. Assad initierade och genomförde en kupp 1970.                |
| —                                   |                               | Ahmad al-Khatib أحمد الخطيب (1933–1982)                | —                             | 18 november 1970              | 22 februari 1971              | 0 år och 96 dagar             | Baathpartiet                  |                               | |
| 5                                   |                               | Hafez al-Assad حافظ الأسد (1930–2000)                  | 1971 1978 1985 1991 1999      | 22 februari 1971              | 10 juni 2000                  | 29 år och 109 dagar           | Baathpartiet                  |                               | Assad avled i ämbetet. |
| —                                   |                               | Abdul Halim Khaddam عبدالحليم خدام (1932–2020)         | —                             | 10 juni 2000                  | 17 juli 2000                  | 0 år och 37 dagar             | Baathpartiet                  |                               | |
| 6                                   |                               | Bashar al-Assad بَشَّارُ ٱلْأَسَدِ (född 1965)                 | 2000 2007 2014 2021           | 17 juli 2000                  | 8 december 2024               | 24 år och 144 dagar           | Baathpartiet                  |                               | Assad störtades under det syriska inbördeskriget. |
| Syriska övergångsregeringen (2024–) |                               |                                                        |                               |                               |                               |                               |                               |                               | |
| —                                   |                               | Ahmed al-Sharaa أحمَد حُسين الشرع (född 29 oktober 1982) | —                             | 8 december 2024               | 29 januari 2025               | 0 år och 52 dagar             | Hayat Tahrir al-Sham          |                               | Al-Sharaa tog makten som Syriens de facto statschef efter störtandet av al-Assad-regimen 8 december 2024, varefter al-Shara tillsatte en övergångsregering led av den av honom utsedda premiärministern Mohammed al-Bashir.      |
| 7                                   |                               | Ahmed al-Sharaa أحمَد حُسين الشرع (född 29 oktober 1982) | —                             | 29 januari 2025               | Innehar ämbetet               | 0 år och 155 dagar            | Hayat Tahrir al-Sham          |                               | Den 29 januari 2025 utsågs al-Sharaa officiellt till Syriens övergångspresident. |